# Haute-vallée de l'Ardèche
La haute-vallée de l'Ardèche représente la section de l'Ardèche située en amont d'Aubenas et classée en ZNIEFF de type I.

## Situation
Depuis sa source dans la forêt de Mazan, la haute-vallée de l'Ardèche comprend les localités d'Astet, de Mayres et de Barnas, en prenant la forme d'un torrent de direction est-ouest et séparant par l'érosion deux crêtes montagneuses avec un dénivelé approchant mille mètres par endroits : le serre de la pierre plantée au nord ; et le serre de la Croix de Bauzon au sud.
La ZNIEFF de la haute-vallée de l'Ardèche s'étend sur un total de neuf communes, situées sur le cours de l'Ardèche en aval de Barnas, ou comprises dans la basse-vallée de son affluent en rive droite le Lignon, à savoir : Fabras, Jaujac, Labegude, Lalevade-d'Ardèche, Meyras, Pont-de-Labeaume, Prades, Thueyts et Vals-les-Bains. Toutes ces communes sont situées au sein du canton de Thueyts, à l'exception de Vals-les-Bains, chef-lieu du canton éponyme.

## Statut
La haute-vallée de l'Ardèche est un site naturel protégé classé ZNIEFF de type I sous le numéro régional no 07000033. Le site fait partie du parc naturel régional des Monts d'Ardèche.
Les Coulées basaltiques et le pont du Diable, à Thueyts, est un site classé au patrimoine national.

## Description
Cette zone est essentiellement matérialisée par un tronçon d'une dizaine de kilomètres le long de la vallée de l'Ardèche. Peu après sa source située à Astet, la rivière est encore relativement encaissée, mais elle perd progressivement son caractère torrentiel. La ripisylve, boisements qui se développent sur les bords des cours d'eau, est majoritairement étroite, à cause des pentes souvent abruptes, mais peut localement s'élargir au niveau de zones d'expansion des crues. En effet, les premières zones de respiration de l'Ardèche se situent sur ce tronçon. Les milieux aquatiques périphériques, comme les ripisylves, les bras morts et les terrasses alluviales, y sont bien représentés comme à hauteur du hameau de Romégier-Bayzan ou plus en aval entre Beauregard et Vals-les-Bains. Ces secteurs restent malgré tout faiblement représentés, et le plus souvent la rivière est bordée de parois rocheuses, comme dans le secteur de Thueyts et au sein de la basse-vallée du Lignon). A Thueyts, la coulée basaltique descendue du cône volcanique, ou gravenne, forme avec la Chaussée des Géants et le
pont du Diable un site géologique remarquable.

## Espèces protégées remarquables

### Mammifères
- Molosse de Cestoni
- Loutre d'Europe

### Oiseaux
- Martin-pêcheur d'Europe
- Bruant fou
- Faucon hobereau

### Poissons
- Chabot

### Reptiles

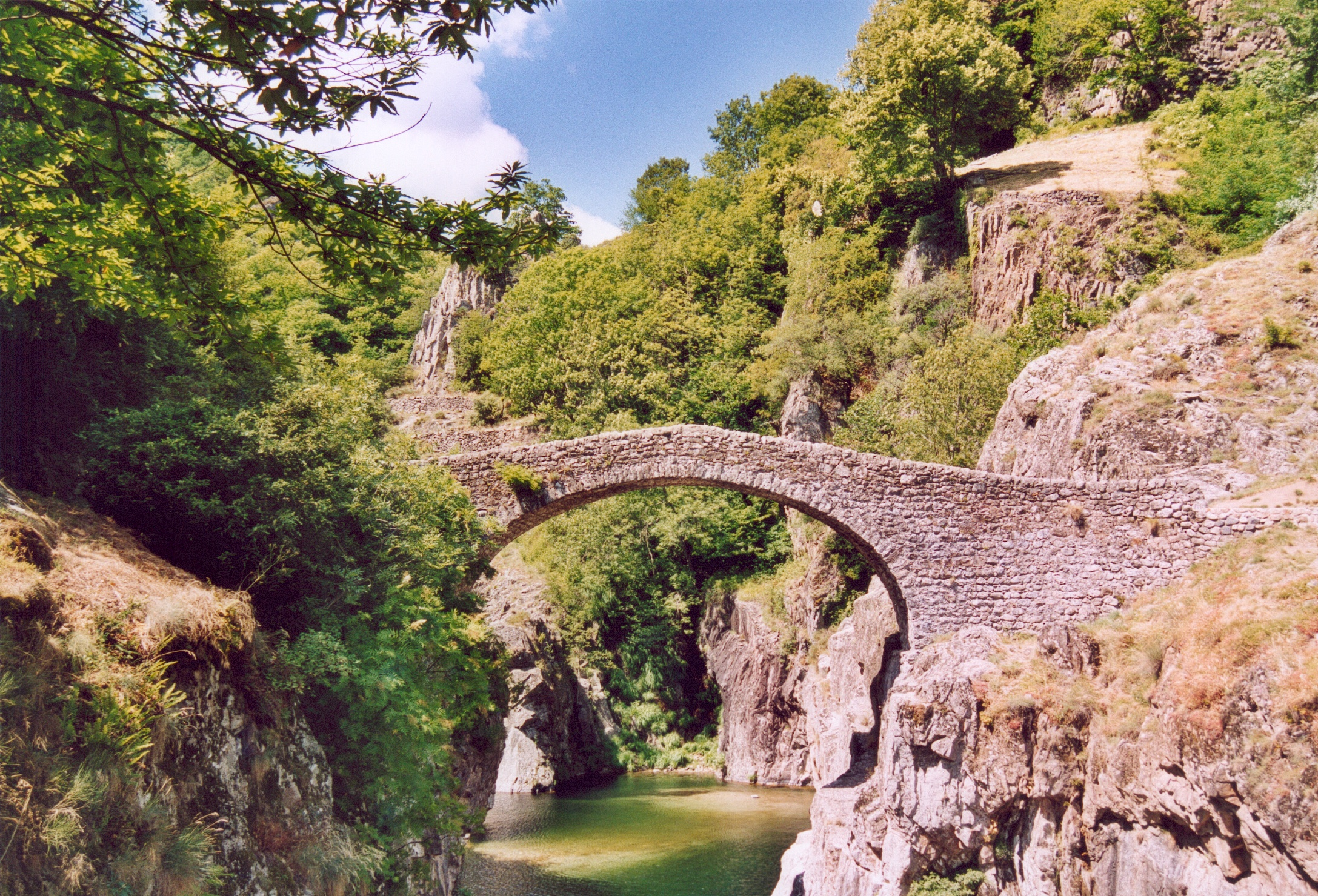
L'Ardèche et le pont du Diable à Thueyts

- Lézard hispanique

### Flore
- Arabette des Cévennes, Arabis cebennensis
- Asarine couchée, Asarina procumbens Miller
- Laîche appauvrie,  Carex depauperata
- Centaurée pectinée, Centaurea pectinata
- Ciste à feuilles de sauge,  Cistus salviifolius
- Œillet du granite,  Dianthus graniticus
- Cotonnière naine,  Logfia minima
- Réséda de Jacquin,  Reseda jacquinii
- Thym luisant,  Thymus nitens Lamotte

## Compléments